# Mięśnie stopy
Mięśnie stopy, krótkie mięśnie stopy – w anatomii człowieka krótkie mięśnie kończyny dolnej, których przyczepy mieszczą się w obrębie stopy. Ich czynność polega głównie na utrzymaniu podłużnego i poprzecznego sklepienia stopy, a także na poruszaniu palcami.
Mięśnie stopy można podzielić na:
- mięśnie grzbietu stopy
  - mięsień prostownik krótki palców
  - mięsień prostownik krótki palucha
- mięśnie podeszwy stopy 
  - mięśnie wyniosłości przyśrodkowej
    - mięsień odwodziciel palucha
    - mięsień zginacz krótki palucha
    - mięsień przywodziciel palucha

  - mięśnie wyniosłości pośredniej
    - mięsień zginacz krótki palców
    - mięsień czworoboczny podeszwy
    - mięśnie glistowate
    - mięśnie międzykostne (grzbietowe i podeszwowe)

  - mięśnie wyniosłości bocznej
    - mięsień odwodziciel palca małego
    - mięsień zginacz krótki palca małego
    - mięsień przeciwstawiacz palca małego (niestały, często będący jedynie częścią mięśnia zginacza krótkiego palca małego)[1][2]

Mięśnie podeszwy leżą w czterech warstwach. Warstwa pierwsza (najbardziej powierzchowna) obejmuje mięsień odwodziciel palucha, mięsień odwodziciel palca małego i mięsień zginacz krótki palców. Warstwa druga zawiera mięsień czworoboczny podeszwy i mięśnie glistowate. Do warstwy trzeciej należą mięsień zginacz krótki palucha, mięsień przywodziciel palucha, mięsień zginacz krótki palca małego i mięsień przeciwstawiacz palca małego. Czwartą, najgłębszą warstwę stanowią mięśnie międzykostne.